# Luce Irigaray
Luce Irigaray (Blaton, 3 de maio de 1930) é uma filósofa e feminista belga. Destaca-se no estudo do feminismo francês contemporâneo e em filosofia européia. É uma pensadora interdisciplinar cujos trabalhos se dividem entre filosofia, psicanálise e linguística.

## Biografia
Obteve um mestrado da Universidade de Louvain em 1955. Lecionou no ensino médio em Bruxelas de 1956 a 1959. No início da década de 1960 mudou-se para a França, onde obteve o mestrado em Psicologia junto à Universiade de Paris em 1961. No ano seguinte diplomou-se em Psicopatologia. Retornou à Bélgica onde trabalhou para a Fondation Nationale de la Recherche Scientifique (FNRS), de 1962 a 1964, após o que passou a trabalhar como Assistente de Pesquisa junto ao Centre National de la Recherche Scientifique (CNRS) em Paris, vindo a se tornar Diretora de Pesquisas. Ainda na década de 1960 participou de seminários psicanalíticos de Jacques Lacan, com quem estudou análise. Em 1968 alcançou um doutorado em Linguística. De 1970 a 1974 lecionou na Universidade de Vincennes. Nesta fase, Irigaray foi membro da École Freudienne de Paris, dirigida por Lacan. Em 1969 dedicou-se à análise de Antionette Fouque, uma líder do Movimento de Liberação Feminina da época.
À segunda tese de doutorado de Irigaray, "Espelho da Outra Mulher" seguiu-se o seu corte da Universidade de Vincennes, devido às ideias que professava acerca das diferenças sexuais e de sua crença na existência de uma diferente subjectividade feminina. A obra critica a exclusão das mulheres tanto da filosofia como da teoria psicanalítica, e com ela a autora obteve reconhecimento como teórica feminista e filósofa no continente europeu.
Sem se ligar a qualquer grupo feminista, envolveu-se na demonstração de medidas anticoncepcionais e na defesa dos direitos de aborto. Recebeu convites para ministrar seminários e falar em conferências por toda a Europa, muitas delas tendo sido publicadas.
No segundo semestre de 1982, Irigaray assumiu a cadeira de Filosofia na Universidade Erasmo em Rotterdam, tendo a sua pesquisa à época conduzido à publicação de "Uma ética da Diferença Sexual", o que contribuiu para firmar a sua reputação como filósofa no continente.
O trabalho de Irigaray influenciou o movimento feminista na França e na Itália por várias décadas. Desde a década de 1980 tem se manifestado a favor do movimento comunista italiano, por meio de visitas e aulas naquele país. Nessa década conduziu pesquisa no Centre National de la Recherche Scientifique acerca das diferenças de linguagem entre homens e mulheres, baseando-se em oradores de muitas línguas. Em 1986 transferiu-se da Comissão de Psicologia para a Comissão de Filosofia visto ser este último campo o seu preferido.

## Temas

### Diferença sexual
Com base em Lacan, mas partindo dele, Irigaray afirma que o falo tem funcionado como o significante central do significado e da subjetividade, não deixando espaço para as mulheres existirem como sujeitos autônomos. Para combater isso, ela propõe a criação de uma nova ordem simbólica que reconheça e valorize a diferença sexual genuína, permitindo que as mulheres desenvolvam suas próprias formas de discurso, desejo e representação. Sua visão não é de neutralidade de gênero, mas de um mundo em que masculino e feminino existam como duas identidades igualmente reconhecidas, mas distintas.

## Obra

### Livros
- Speculum de L' Autre Femme. Paris: Editions de Minuit, 1974
- Ce Sexe Qui N' En est Pas Un. Paris: Editions de Minuit, 1977
- Et L' Une Ne Bouge Pas Sans l' Autre. Paris: Editions de Minuit, 1979
- L' Éthique De La Différence Sexuelle. Paris: Editions de Minuit, 1984
- Parler N' Est Jamais Neutre. Paris: Editions de Minuit, 1985.
- Sexes Et Parentés. Paris: Editions de Minuit, 1987.

- I Love To You: Sketch of a Possible Felicity in History. New York: Routledge, 1996.
- Thinking the Difference: For a Peaceful Revolution. New York: Routledge, 1994.
- An Ethics of Sexual Difference. Ithaca: Cornell University Press, 1993.
- Je, Tu, Nous: Toward a Culture of Difference. New York: Routledge, 1993.
- Sexes and Genealogies. Ithaca: Cornell University Press, 1993.
- Elemental Passions. New York: Routledge, 1992.
- The Irigaray Reader. Cambridge: Basil Blackwell, 1991.
- Marine Lover: Of Friedrich Nietzsche. New York: Columbia University Press, 1991.
- Speculum: Of the Other Woman. Ithaca: Cornell University Press, 1985.
- This Sex Which Is Not One. Ithaca: Cornell University Press, 1985.